# Pablo Erbín
Pablo Carlos Erbín (n. Veinticinco de Mayo, Buenos Aires, Argentina; 7 de octubre de 1965) es un exfutbolista argentino que se desempeñaba en la posición de defensor central y lateral izquierdo. De chico hizo las inferiores en Club Atlético Sportivo de su ciudad natal.
Tiene la particularidad de haber jugado en River Plate y Boca Juniors. Se destacó por ser un defensor rústico, tanto así que fue el responsable del retiro de Ricardo Enrique Bochini tras aplicarle una patada que lo dejó marginado de las canchas profesionales por siempre durante el año 1991 en un partido entre Estudiantes de La Plata e Independiente.
Otra particularidad de su carrera es que se fue al descenso en cuatro de los seis clubes argentinos en los que estuvo: Temperley, Estudiantes, Platense y Huracán.
Luego de su retiro como futbolista profesional tuvo un breve paso como ayudante de campo en la Selección Haitiana y como director técnico en el Club Acassuso.

## Clubes
| Club                    | País      | Año       |
| ----------------------- | --------- | --------- |
| Temperley               | Argentina | 1984-1987 |
| River Plate             | Argentina | 1987-1988 |
| Boca Juniors            | Argentina | 1988-1989 |
| Cruz Azul               | México    | 1989-1990 |
| Estudiantes de La Plata | Argentina | 1990-1994 |
| Platense                | Argentina | 1994-1999 |
| Huracán                 | Argentina | 1999-2002 |

## Palmarés

### Campeonatos nacionales
| Título    | Club    | País      | Año  |
| --------- | ------- | --------- | ---- |
| Primera B | Huracán | Argentina | 2000 |

### Campeonatos internacionales
| Título              | Club        | País      | Año  |
| ------------------- | ----------- | --------- | ---- |
| Copa Interamericana | River Plate | Argentina | 1987 |